# Ричмънд (Юта)
Вижте пояснителната страница за други значения на Ричмънд.
Ричмънд (на английски: Richmond) е град в окръг Кеш, щата Юта, САЩ. Ричмънд е с население от 2051 жители (2000) и обща площ от 7,6 km². Намира се на 1405 m надморска височина. ЗИП кодът му е 84333, а телефонният му код е 435.